# Jean Rabot
Jean Rabot est un homme ayant vécu sous les règnes des rois de France Louis XI ; Charles VIII et Louis XII. Sa date de naissance n'est pas connue, il meurt le 27 juillet 1500 au Palais des Papes d'Avignon. Il fut conseiller au parlement du Dauphiné, logothète de Naples et seigneur d'Upie,.                

## Biographie
Jean Rabot a passé sa jeunesse à Crest où son père exerçait une charge de notaire impérial. Alors enfant, il passa de longues heures à étudier les auteurs anciens, en particulier Tacite. 
Suffisamment âgé, Jean Rabot s'en va dans le Piémont pour continuer ses études de droit à l'Université de Turin. Le 3 septembre 1464 il obtint ses lettres de doctorat. Il gagne alors la ville de Grenoble où il fut le plus jeune avocat du Parlement du Dauphiné.  
Reconnu pour ses talents d'orateur et son savoir, Jean Rabot est repéré par des personnalités notables de son siècle. Sa vie fut rythmée au gré des nominations, recommandations et charges qui lui étaient attribuées.  
Il se maria le 15 mars 1469, avec Suzanne Michelle d'Urre, fille de Jordan d'Urre de la Touche, président de la Chambre des comptes. Le mariage eut lieu à Vienne, les mariés prêtèrent serment de fidélité au roi Louis XI sous le regard du Comte de Comminges, gouverneur du Dauphiné. Plus tard, Jean Rabot se vit confier le soin de négocier les clauses du mariage de Marguerite, fille du Marquis de Saluces avec le Comte de Comminges lui-même.  
Estimé par les monarques de France, Jean Rabot passa son temps au service du royaume, risquant parfois sa vie. Exténué par ses voyages dans l'Europe du XVe siècle, c'est en rentrant d'une mission à Madrid pour intervenir en Avignon, à l'été 1500, qu'il vit ses forces le quitter progressivement.  
Jean Rabot meurt le 27 juillet 1500, il loge alors dans une chambre du Palais des Papes d'Avignon. Son âge est inconnu.

## Au service de ses majestés

### La guerre contre le Duc de Bourgogne
Alors en conflit avec le Duc de Bourgogne, Charles le Téméraire, le roi Louis XI convoque l'arrière-ban du Valentinois et du Dauphiné. Dans cette mobilisation, Jean Rabot, voyant les provinciaux partir au combat décide, en dépit de ses charges et fonctions, de prendre les armes pour servir le roi. 
Il se présenta au maréchal-comte de Comminges le 6 avril 1470 mais celui-ci, bien que ravi par la détermination de Jean Rabot, le renvoya à ses fonctions, où il servit le roi comme il le fît depuis toujours.

### Ambassadeur des rois

#### Sur la route de Rome
Après avoir dressé la liste de toutes les procédures engagées entre le Pape Sixte IV et le roi Louis XI concernant les comtés Valentinois et Diois, Jean Rabot est missionné en 1483, par le Louis XI, pour aller négocier à Rome avec le Pape Sixte IV. 
L'ambassadeur de France était chargé de convaincre le Pape d'organiser la translation en Lombardie de Guillaume de Haraucourt, évêque de Verdun, prisonnier de la Bastille pour avoir tenté de livrer le roi Louis XI et le dauphin de France, le futur Charles VIII, au duc de Bourgogne Charles le Téméraire. 
Le pape accorda l'absolution au roi, qui gardait des scrupules à la suite du long enfermement de Guillaume de Haraucourt. 
Finalement, Jean Rabot obtint du pape Sixte IV, ce qu'il était venu réclamer au nom de Louis XI.

#### Croisade contre les Vaudois
Le 2 février 1489, Jean Rabot reçu de Charles VIII, le titre d'intendant de l'armée que le Pape Innocent VIII et le roi Charles VIII lui-même avaient levée à fonds communs pour chasser les hérétiques Vaudois des vallées de la Pragela, de Freissinières et de Vallouise en Dauphiné. 
Lors de cette croisade contre les vaudois, Jean Rabot se rendit à Briançon pour tenter de raisonner les Vaudois et ainsi éviter le conflit. Il réussit à convaincre la majorité d'entre-eux, les ramenant à l'obéissance. Leur évitant le funeste destin auquel ceux qui ne s'étaient pas résignés à écouter l'ambassadeur, avaient succombé. 

#### Prisonnier de Naples
Après la prise du royaume de Naples par Charles VIII lors de la seconde guerres d'Italie. Le roi nomma Jean Rabot chancelier de Naples le 20 mai 1495, il fut logothète de Naples ,.
Quelques mois après le départ du roi, les Napolitains se révoltèrent et firent prisonniers les officiers français. Jean Rabot fut enfermé dans la forteresse Bénévent où il resta prisonnier onze mois durant. Affaibli par les conditions d'enfermement, Jean Rabot fut libéré après qu'une rançon fut payée par Charles VIII.

#### Le dernier voyage
Le dernier voyage de Jean Rabot le conduisit en Espagne, en tant qu'ambassadeur du roi Louis XII, qui lui confia la tâche de négocier les prémisses du traité de Grenade auprès du roi Ferdinand Ier d'Aragon et de sa femme Isabelle la Catholique. Ledit traité prévoyait les modalités de partage du royaume de Naples entre la France et l'Aragon, ainsi que l'alliance des deux royaumes pour la conquête de celui-ci. Il fut signé le 11 novembre 1500.
Jean Rabot fut rappelé par le roi Louis XII au début de l'été 1500 pour rejoindre les conseillers du parlement de Paris, réunis en Avignon, ce fut son ultime voyage de retour. 

## La maison Rabot
Jean Rabot vécut à Grenoble, là où il s'attelait à ses premières fonctions. Il acquit sa résidence en ruine, située rue Bournolenc, et la fit embellir au style italien. Elle devient si belle qu'elle était considérée comme l'une des plus belles maisons de la ville,.  
En 1494, Charles VIII y logea avant son départ pour l'Italie. Ses successeurs y trouvèrent refuge lors de leur voyage à Grenoble. 
Aujourd'hui, la maison Rabot accueille une libraire et le nom de la rue a changé.